# رادكاتس
 رادكاتس ( بالفرنسية : Redcats ) كانت مجموعة من الشركات التجارية التي يديرها جان ميشيل نوير. تتخصص هذه المجموعة في التوزيع الدولي للأزياء عبر الإنترنت والأثاث المنزلي.

## المجموعة
كانت رادكاتس تُعرف سابقًا باسم مجموعة لا رودوت ، وهي مجموعة فرنسية تأسست عام 1999. استحوذت المجموعة في أواخر التسعينات على علامات تجارية دولية. تمثل رادكاتس مجموعة من 17 علامة تجارية أوروبية وأمريكية للرجال والنساء والأطفال.
لزيادة حضور علامتها التجارية على الويب ، قدمت رادكاتس هوية مرئية جديدة في عام 2010  وأطلقت موقعًا إلكترونيًا جديدًا للشركة في عام 2011.
بحضور دولي ، شكلت المجموعة أكثر من 70 موقعًا تجاريًا في عام 2011 

### الماركات
تتعامل رادكاتس بشكل أساسي مع فئات المنتجات في مجالات الملابس والمفروشات المنزلية والمعدات الرياضية.

## التجارة الإلكترونية: محفز نمو للقطط الحمراء

### حضور عالمي
في عام 2010 ، كان لدى رادكاتس أكثر من 26 مليون عميل نشط في 31 دولة  وحققت 57٪  من أرباحها من خلال 70 موقعًا للتجار. تجذب المجموعة 54 مليون زائر شهريًا من جميع أنحاء العالم إلى مواقعها الإلكترونية.

### الشخصيات الرئيسية
- تم بيع 184 مليون قطعة في جميع أنحاء العالم في عام 2010
- 3.436 مليون يورو من الإيرادات في عام 2010 [8]
- 165 مليون يورو في الأرباح التشغيلية في 2010
- 14105 متعاونين في عام 2010

## اللجنة التنفيذية
- شارون ماكبيث: نائب الرئيس الأول ، الموارد البشرية والاتصالات
- إريك كورتيل: المدير المالي
- دومينيك جوزيانو: الرئيس التنفيذي ، العلامات التجارية لعائلة الأطفال
- فرانسواز ديفي: الرئيس التنفيذي لأوروبا
- سيلفان ديجونكوير: رئيس مجلس الإدارة والرئيس التنفيذي للولايات المتحدة الأمريكية